# Caprona – Das vergessene Land
Caprona – Das vergessene Land ist ein britisch-amerikanischer Spielfilm aus dem Jahr 1974. Er basiert auf dem Roman The Land That Time Forgot von Tarzan-Erfinder Edgar Rice Burroughs. Im Jahr 1977 fand der Film mit Caprona – Die Rückkehr der Dinosaurier eine Fortsetzung.

## Handlung
An der Küste Schottlands wird eine Flaschenpost aufgefunden. Deren Absender erzählt eine unglaubliche Geschichte, die er selbst erlebt hat:
Während des Ersten Weltkrieges wird ein britisches Frachtschiff von einem deutschen U-Boot versenkt. Eine Handvoll Überlebender, unter ihnen der Amerikaner Bowen Tyler und die Biologin Lisa Clayton, können sich auf einem Ruderboot retten und das U-Boot entern. Tyler macht Kapitän von Schönfeldt erfolgreich das Kommando des U-Bootes streitig. Dessen Leutnant Dietz manipuliert den Kompass, um Richtung Süden zu einem Versorgungsschiff zu fahren. Tyler gelingt es, das Versorgungsschiff zu torpedieren, aber bedingt durch den Umweg verfügt das U-Boot nur noch über begrenzte Vorräte.
Da erreicht die Mannschaft eine unbekannte, vereiste Insel. Schönfeldt berichtet, dass bereits im 18. Jahrhundert ein italienischer Seefahrer von einer unbekannten Insel in dieser Gegend berichtet hatte, die er Caprona nannte. Durch einen Fluss, der unter der felsigen Inselküste ins Meer fließt, gelangt die U-Boot-Mannschaft in das Inselinnere. Dort trifft sie auf prähistorische Lebewesen, beispielsweise Pterodaktylen und einen Plesiosaurier. Diesem fällt sogleich ein Mitglied der Mannschaft zum Opfer, jedoch kann der Saurier von Tyler unschädlich gemacht werden.
Bei der Erkundung der Insel trifft die Gruppe auf weitere Urtiere sowie auch auf Urmenschen, von denen einer sich mit ihnen anfreundet. Gemeinsam mit ihm setzt die Mannschaft ihre Inselerkundungen fort und stößt dabei auf kriegerische Urmenschen. Sie beobachtet einen Kampf zwischen einem Ceratosaurus und einem Triceratops und trifft auf zwei Styrakosaurier. Je weiter die Gruppe nach Norden kommt, desto höher entwickelt sind die vorgefundenen Lebensformen. Lisa stellt schließlich die Theorie auf, dass dies am Wasser des Flusses liegt.
Eine Horde Urmenschen überfällt die Gruppe und entführt Lisa; der mit den Inselerkundern befreundete Urmensch kommt durch einen Pterodaktylus zu Tode. Während Tyler Lisa zu retten versucht, bricht ein Vulkan aus. Dietz will sich selbst in Sicherheit bringen und meutert gegen von Schönfeldt, den er im Streit erschießt. Als Lisa und Tyler wenig später wieder am Ufer ankommen, haben die Deutschen bereits abgelegt. Doch die Flucht von der Insel misslingt; Dietz und die anderen Seeleute sterben an Bord des U-Boots.
Lisa und Tyler beschließen, Richtung Norden zu wandern. Tyler wirft eine Flaschenpost mit seinen Erlebnissen auf der Insel ins Meer.

## Erstaufführungen
- USA: 13. August 1975
- Deutschland: 11. Juni 1976

## Kritiken
„Ein pittoreskes Stück Science-Fiction-Kino mit zum Teil beachtlichen Tricks.“

„Wer auch als Erwachsener die Lust am Märchenhaften, am wohligen Gruseln ohne Reue nicht verloren hat, kommt in CAPRONA voll auf seine Kosten. Mit ungeheurer Phantasie und Liebe hat man dieses CAPRONA zusammengebastelt ... Man stirbt hier eher freundlich, wie dies eben nur im Märchen möglich ist.“

„... Herausragend sind die Tricksequenzen in diesem Film, insbesondere der Angriff eines Flugsauriers. Nostalgie-Science-Fiction, gerade so richtig geeignet für die ganze Familie!“